# Pettit (Oklahoma)
Pettit es un lugar designado por el censo ubicado en el condado de Cherokee en el estado estadounidense de Oklahoma. En el Censo de 2010 tenía una población de 954 habitantes y una densidad poblacional de 51,25 personas por km².

## Geografía
Pettit se encuentra ubicado en las coordenadas 35°46′33″N 94°58′31″O / 35.77583, -94.97528. Según la Oficina del Censo de los Estados Unidos, Pettit tiene una superficie total de 29.96 km², de la cual 29.92 km² corresponden a tierra firme y (0.13%) 0.04 km² es agua.

## Demografía
Según el censo de 2010, había 954 personas residiendo en Pettit. La densidad de población era de 51,25 hab./km². De los 954 habitantes, Pettit estaba compuesto por el 63.63% blancos, el 0.1% eran afroamericanos, el 28.51% eran amerindios, el 0% eran asiáticos, el 0% eran isleños del Pacífico, el 0.84% eran de otras razas y el 6.92% pertenecían a dos o más razas. Del total de la población el 1.26% eran hispanos o latinos de cualquier raza.